# Ільницькі
Ільницькі — український шляхетський рід, вихідці з якого осіли в Україні, Польщі.

## Витоки роду
27 червня 1431 року Владислав Ягайло, польський король, надав угорському графу Івану (Ванчі) Волоху та його синам — Ходку, Іванку і Занку привійлей на с. Турку та приглеглі території в Самбірському повіті. Один з його синів — Іванко — осів в Ільнику, започаткувавши шляхетний рід Ільницьких.
Для розрізнення використовують придомки: Рибчич, Янінович, Занкович, Черчович, Сенюшкевич та ін.

## Геральдика
Герб роду, більш відомий як Сас.

## Персоналії
- Ільницький Андрій Михайлович (* 1959) — російський книговидавець, редакційний директор видавництва «Вагріус»
- Ільницький Василь Іванович (* 1960) — український журналіст
- Ільницький Василь Степанович (* 1823 — † 1895) — український поет, прозаїк, історик, педагог, видавець, громадський діяч
- Ільницький Віктор Йосипович (* 1955) — радянський важкоатлет
- Ільницький-Занкович Іван (1893–кін. 1960-х) — військовий лексикограф
- Ільницький Микола Миколайович (* 1934) — літературознавець, доктор філологічних наук
- Ільницький Михайло Степанович (* 1960) — голова Всеукраїнської громадської організації «Громада і Закон»
- Ільницька Олена Володимирівна (* 1977) — українська композиторка.
- Ільницький Олег Степанович ‎ (1949) — літературознавець.
- Ільницький Руслан Якович (* 1973) — міський голова міста Моршина Львівської області.
- Ільницький Семен — повстанський отаман, один з керівників Ямпільської республіки, полковник Армії УНР.
- Ільницький Сергій Олександрович — солдат Збройних сил України.
- Ільницький Тарас Григорович (* 1958) — керівник тернопільського телеканалу «TV-4»
- Ільницький Тарас Іванович (* 1983) — український футболіст
- Ільницький Ігор Володимирович — композитор, поет, автор-виконавець
- Ільницький Юрій Васильович (*1924) — державний і партійний діяч, керівник Закарпатської області (1962-80)
- Ільницький Сергій Анатолійович (1964) — український режисер та сценарист, член Спілки Кінематографістів України.
- Ільницький Данило Ярославович (1986) — український літературознавець, викладач Українського католицького університету, музикант, духівник гурту "Три кроки в ніч".
- Ільницький Іван Григорович (1948-2021) — академік АНВО України, доктор медичних наук, професор, завідувач кафедри фтизіатрії та пульмонології Львівського національного медичного університету ім. Данила Галицького (від 1990 року), Заслужений діяч науки і техніки України.

Ільницький Вітольд Вітольдович ( 1906-1982) Коломия